# Josef Herzig
Josef Herzig (Sanok, 25 settembre 1853 – Vienna, 4 luglio 1924) è stato un chimico austriaco.

## Biografia
Herzig nacque a Sanok, in Galizia, che a quel tempo faceva parte dell'Austria-Ungheria. Herzig andò a scuola a Breslavia fino al 1874, iniziò a studiare chimica all'Università di Vienna, ma si unì insieme a August Wilhelm von Hofmann all'Università di Berlino nel secondo semestre. Lavorè con Robert Bunsen all'Università di Heidelberg e conseguì il dottorato di ricerca per il lavoro eseguito con Ludwig Barth all'Università di Vienna. Più tardi divenne docente e, nel 1897, professore all'Università di Vienna. Morì a Vienna nel 1924.

## Opere
Herzig era attivo nella chimica dei prodotti naturali. Riuscì a determinare la struttura dei flavonoidi, la quercetina, la fisetina e la rhamnetina, nonché diversi alcaloidi.